# 核DNA
核DNA（英文：nuclear DNA，常简写为nDNA）即核脱氧核糖核酸，是存在于真核生物的细胞核内的DNA 。 它编码了真核生物基因组的大部分遗传信息，其余部分则由线粒体DNA和质体DNA编码。核DNA遵循孟德尔遗传规律，遗传自亲本双方，而不像线粒体或质体DNA那样仅通过母系遗传。 

## 结构
核DNA是一种核酸，是一种聚合生物分子或生物聚合物，存在于真核细胞的细胞核中。其结构为双螺旋，即由两条链相互缠绕而成，这一结构最早由弗朗西斯·克里克和詹姆斯·D·沃森于1953年基于罗莎琳德·富兰克林收集的数据提出。每一条链均为由重复核苷酸组成的长聚合物链。
每个核苷酸由一个五碳糖、一个磷酸基团和一个有机碱基组成。根据碱基的不同，核苷酸可分为两类：嘌呤类（大碱基，包括腺嘌呤和鸟嘌呤）和嘧啶类（小碱基，包括胸腺嘧啶和胞嘧啶）。依据查加夫法则，腺嘌呤总是与胸腺嘧啶配对，而鸟嘌呤总是与胞嘧啶配对。磷酸基团之间通过磷酸二酯键连接，而碱基之间则通过氢键结合。

## 与线粒体DNA的区别
核DNA与线粒体DNA在许多方面存在差异，首先体现于其分布位置和结构上；核DNA位于真核细胞的细胞核内，每个细胞通常有两个拷贝，而线粒体DNA则位于线粒体中，每个细胞含有100到1,000个拷贝。
另外，核DNA染色体的结构是线性的，具有开放的末端，例如在人类中包括46条染色体，核苷酸总数达30亿个；相比之下，线粒体DNA染色体的结构通常是封闭、环状的，核苷酸数在人类中仅为16,569个。
动物的核DNA通常是二倍体，一般从父母双方各获取一份，而线粒体DNA是单倍体，仅来自母亲。
核DNA的突变率不到0.3%，而线粒体DNA的突变率在动物物种中一般更高，但不同类别的生物有所不同（例如某些真菌的线粒体DNA突变率比核DNA更低）。